# Jirō Chiba
Jirō Chiba, pseudonimo di Mitsuho Maeda  (前田 満穂?, Maeda Mitsuho) (Kimitsu, 6 gennaio 1949), è un attore giapponese noto per aver interpretato Kazuya Taki nell'originale Kamen Rider. Inizialmente ha fatto il provino per la parte di Takeshi Hongo/Kamen Rider. Dal 1976 al 2006 era conosciuto come Jirō Yabuki (矢吹 二朗, Yabuki Jirō).
Oltre al suo lavoro in Kamen Rider, è apparso anche in altre serie tokusatsu come Akumaizer 3 e Robotto Keiji..

## Vita privata
Aveva un fratello, Sonny Chiba, anch'egli attore e artista marziale, deceduto il 19 agosto 2021 per complicanze dovute al contagio da COVID-19. Ha anche un nipote; Mackenyu, che ha recitato in Kamen Rider Drive: Surprise Future.

## Filmografia

### Cinema
- Yakuza deka: Marifana mitsubai soshiki, regia di Ryuichi Takamori (1970) - Jiro
- Bodigaado Kiba, regia di Ryuichi Takamori (Simon Nuchtern versione US (1973)
- Robot Keiji K: The Movie, (1973) - Detective Shinjou
- Gekitotsu! Satsujin ken, regia di Shigehiro Ozawa (1974) - Gijun Shikenbaru
- Shinkansen daibakuha, regia di Jun'ya Satô (1975) - Construction Vehicle Officer
- Kenka karate kyokushinken, regia di Kazuhiko Yamaguchi (1975) - Shogo Ariake
- Kaette kita onna hissatsu ken, regia di Shōtarō Ishinomori (1975) - Xiang De-Ki (Sho Tokki)
- Shan dian qi shi, regia di Chung-Kuang Lin e Minoru Yamada (1975)
- Gekitotsu! Aikidô, regia di Shigehiro Ozawa (1975)
- Hissatsu onna kenshi, regia di Yutaka Kohira (1976) - Jiro Chinen
- Yokohama ankokugai mashingan no ryu, regia di Akihisa Okamoto (1976)
- Ragubî yarô, regia di Akira Shimizu (1976)
- Butoken: Moko gekisatsu!, regia di Takeshi Otsuka e Kazuhiko Yamaguchi (1976)
- Yakuza senso: Nihon no Don, regia di Sadao Nakajima (1977)
- Hokuriku dairi sensô, regia di Kinji Fukasaku (1977)
- Nihon no jingi, regia di Sadao Nakajima (1977) - Sumita Naganami
- Circuit no ohkami, regia di Kazuhiko Yamaguchi (1977)
- Kagemusha - L'ombra del guerriero, regia di Akira Kurosawa (1980) - Equestrian
- Eijanaika, regia di Shōhei Imamura (1981) - Senmatsu
- Moeru yusha, regia di Tooru Dobashi (1981) - Fumio Sakamoto
- Seishun no mon: Jiritsu hen, regia di Koreyoshi Kurahara (1982) - Ryuji Hamazaki
- Saraba itoshiki daichi, regia di Mitsuo Yanagimachi - Akihiko Yamazawa
- Tattoo Ari (1982), regia di Banmei Takahashi- Teruya Shimada

### Televisione
- Kamen Rider (Serie televisiva  (1971-1973) - Kazuya Taki
- Robotto keiji (Serie televisiva) (1973) - Detective Gô Shinjô
- Za bodigaado (Serie televisiva) (1974)
- Kikaidâ Zero Wan (Serie televisiva) (1974) - Eisuke Toge
- Za gorira 7 (Serie televisiva) (1975) - Tadashi Yorozu Minoru
- Akumaizâ surî (Serie televisiva) (1975-1976) - Ippei Shima
- Kaiketsu Zubat  (Serie televisiva) (1977) - Interpol Agent Shinsuke. Jinryu
- Daitokai - Tatakai no hibi (Serie televisiva) (1878)
- Yagyû ichizoku no inbô (Serie televisiva) (1978)
- Kemonomichi (Serie televisiva) (1982) - Det. Sakamoto